# Guillermo Douglas
Guillermo Rafael Douglas Sabattini (januar 1909 - 1967) var en uruguayansk roer.
Douglas vandt bronze i singlesculler ved OL 1932 i Los Angeles, i en finale hvor Henry Pearce fra Australien og amerikaneren William Miller vandt henholdsvis guld og sølv.

## OL-medaljer
- 1932:  Bronze i singlesculler